# José María Ovies Morán
José María Ovies Morán (Oviedo, 20 d'octubre de 1904 – Barcelona, 5 de març de 1965) va ser un actor de cinema i de doblatge. Conegut principalment per ser la veu en castellà de Groucho Marx al film Una nit a l'òpera o la del Crist a Marcelino pan y vino, també va prestar la seva veu a actors com Spencer Tracy, James Mason, i Walter Pidgeon, entre d'altres. Va ser director dels estudis MGM de Barcelona. Va actuar al cinema en diverses ocasions debutant a la pantalla gran el 1942 amb el film La condesa María, de Gonzalo Delgrás. El seu paper de major envergadura que va tenir en la pel·lícula de Mario Camus Los farsantes, on encarnava a D. Francisco "Pancho", director d'una companyia d'actors a l'atur. José María Ovies va estar casat amb l'actriu teatral Pilar Tallón. Ovies va morir amb poc més de 60 anys el 5 març de 1965 com a conseqüència d'un atac al cor.

## Filmografia
- Muere una mujer (1965)
- El precio de un asesino (1963)
- Los farsantes (1963)
- Vida de família (1963)
- La ruta de los narcóticos (1962)
- Marcelino pan y vino (1955)
- Aquel viejo molino (1946)
- Un ladrón de guante blanco (1946)
- El misterioso viajero del Clipper (1945)
- ¡Culpable! (1945)
- El hombre que las enamora (1944)
- Noche fantástica (1943)
- La boda de Quinita Flores (1943)
- La condesa María (1942)